# Manuel Roberto Meléndez Bischitz

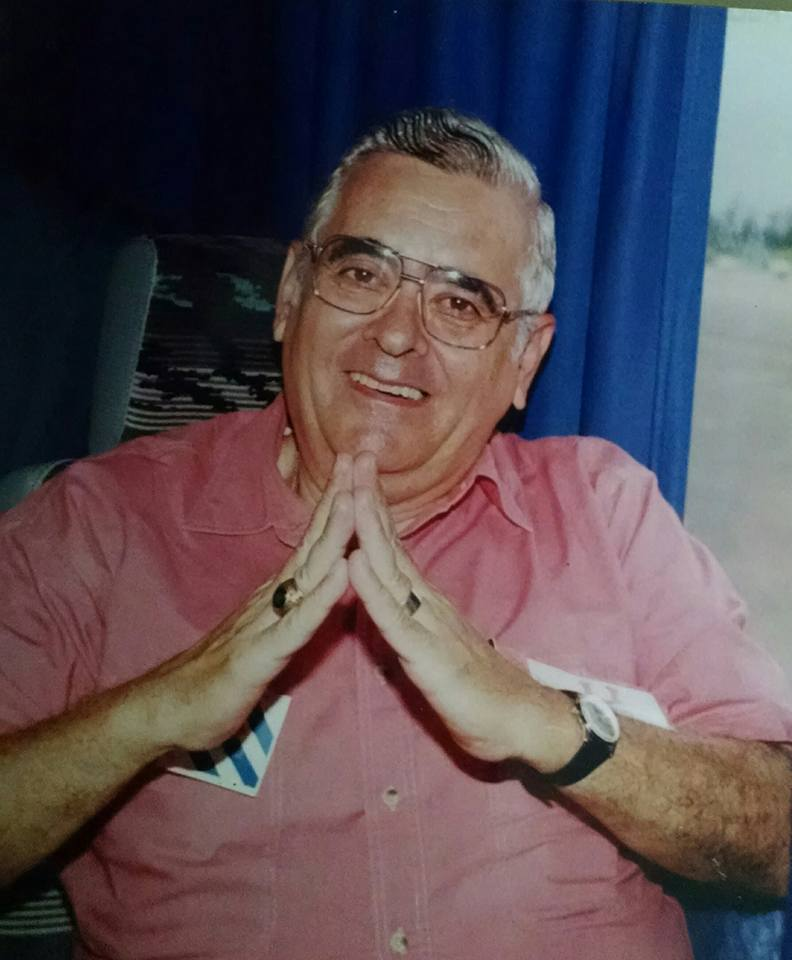
Manuel Roberto Meléndez Bischitz, 2003

Manuel Roberto Meléndez Bischitz (* 27. September 1934 in Cannes, Frankreich; † 2. Oktober 2011 in San Salvador) war ein Architekt und Ehrendoktor der Universidad Nacional de El Salvador. Er war der Sohn von Fernando Meléndez del Valle, seinerzeit ein Tenor und Aranka (Ari Ana) Bischitz und die Urenkel von Andrés del Valle Rodríguez, der 1876 Präsident von El Salvador war und auch ein direkter Nachfahre von Oberst José María San Martín y Ulloa, Präsident von El Salvador (1854–56) und Gründer der Stadt Santa Tecla in El Salvador. Er war der Onkel des berühmten Tenors Fernando del Valle.

## Leben
Manuel Roberto Meléndez zählt zu den bedeutenden Architekten in El Salvador. Er studierte in den USA Architektur an der Tulane University in New Orleans, Louisiana. Von 1962 bis 1964 war er Professor an der Fakultät für Ingenieurwissenschaften und Architektur an der Universität von El Salvador. Danach war er ab 1973 Mitbegründer und Dekan der Facultad de Arquitectura de la Universidad Albert Einstein bis zu seinem Tode. Seit 1992 war er auch selbständiger Unternehmer und Inhaber der heutigen Firma Meléndez Architects S. A.

## Bauwerke
(bisher bei Wikipedia gelistet)
- Torre Roble
- Metrocentro San Salvador